# Sergio Navarro
Sergio Raúl Navarro Rodríguez (1936. február 20. –) chilei válogatott labdarúgó, edző.
A chilei válogatott tagjaként részt vett az 1962-es világbajnokságon.

## Sikerei, díjai
Universidad de Chile
- Chilei bajnok (3): 1959, 1962, 1964

Chile
- Világbajnoki bronzérmes (1): 1962